# Косовска-Каменица (община)
Косовска-Каменица (серб. Косовска Каменица) — община в Косово, входит в Гниланский округ.
Население составляет около 63 тыс. чел. Занимаемая площадь — 509 км².
Административный центр общины — город Косовска-Каменица. Община Косовска-Каменица состоит из 10 населённых пунктов, средняя площадь населённого пункта — 6,9 км².

## Административная принадлежность
| Сербская позиция                                                      | Албанская позиция                           |
| --------------------------------------------------------------------- | ------------------------------------------- |
| входит в Косовско-Поморавский округ автономного края Косово и Метохия | входит в Гниланский округ Республики Косово |